# Округ Команчи (Канзас)
Округ Команчи (енгл. Comanche County) је округ у америчкој савезној држави Канзас. По попису из 2010. године број становника је 1.891. Седиште округа је град Колдвотер.

## Демографија
Према попису становништва из 2010. у округу је живело 1.891 становника, што је 76 (3,9%) становника мање него 2000. године.
| Група             | 2000.         | 2010.         |
| Белци             | 1.906 (96,9%) | 1.783 (94,3%) |
| Афроамериканци    | 1 (0,1%)      | 6 (0,3%)      |
| Азијати           | 1 (0,1%)      | 5 (0,3%)      |
| Хиспаноамериканци | 35 (1,8%)     | 73 (3,9%)     |
| Укупно            | 1.967         | 1.891         |